# Hans Horstmann (Kriegsverbrecher)
Hans Horstmann (* 15. Dezember 1885 in Stargard; † 11. Januar 1972 in Wilhelmshaven) war ein deutscher Militär und Kriegsverbrecher.

## Leben
Horstmann war zunächst Vorarbeiter auf der Kriegsmarinewerft Wilhelmshaven. Er verpflichtete sich am 5. November 1913 bei der Kriegsmarinewerft Wilhelmshaven, leistete im Ersten Weltkrieg aktiven Militärdienst und kehrte nach Kriegsende nach Wilhelmshaven zurück. Nach seinem Militärdienst, u. a. bei einer Marinefliegerstaffel, kehrte er 1920 an die Wilhelmshavener Werft zurück. Über seine Funktionen während der Weltwirtschaftskrise und in der Zwischenkriegszeit ist nichts bekannt. 1936 wurde er Mitglied der NSDAP. Im April 1942 war er zum ranghohen Ingenieur und stellvertretenden Leiter der Werft aufgestiegen.
Er war dort an zahlreichen Kriegsverbrechen beteiligt und kontrollierte nahezu täglich die Arbeitsfortschritte und Produktivität der eingesetzten Zwangsarbeiter aus dem KZ Neuengamme. Im Dezember 1944 war er zum Leiter des Standortes aufgestiegen und verlangte, Zeugenberichten zufolge, nach Ersatz für die unter den harten Arbeitsbedingungen verstorbenen Häftlingen. Zwar übte er selbst keine unmittelbare Gewalt gegenüber den sogenannten „Häftlingen“ aus, äußerte jedoch mehrfach zu seinen Untergebenen, dass dies für ihn keine Menschen gewesen seien, sondern lediglich beliebig ersetz- und austauschbare „Nummern“. Bei Vernehmungen gab er zu, Zwangsarbeiter wegen Lebensmitteldiebstählen der Werftpolizei übergeben zu haben.
1945 geriet er in britische Kriegsgefangenschaft. Am 6. März 1947 wurde er von einem britischen Militärgericht zu 15 Jahren Haft verurteilt; die Haft trat er in der Strafanstalt Werl an. 1950 beantragte Horstmann seine Entnazifizierung. Der Entnazifizierungs-Hauptausschuss des Verwaltungsbezirks Oldenburg erklärte Horstmann für entlastet (Kategorie V). 1952 wurde Horstmann aus der Gefangenschaft entlassen.